# Drumcliff
Drumcliff (in irlandese Droim Chliabh) è una località della Repubblica d'Irlanda. Fa parte della contea di Sligo, nella provincia di Connacht.
Il villaggio conserva insigni monumenti, come i resti di un monastero, fatto tradizionalmente risalire a san Columba, una High Cross, le rovine di una Round Tower e la Lissadell House, la villa georgiana della famiglia Gore-Booth.
Nel cimitero del paese è sepolto il poeta William Butler Yeats.

## Galleria d'immagini

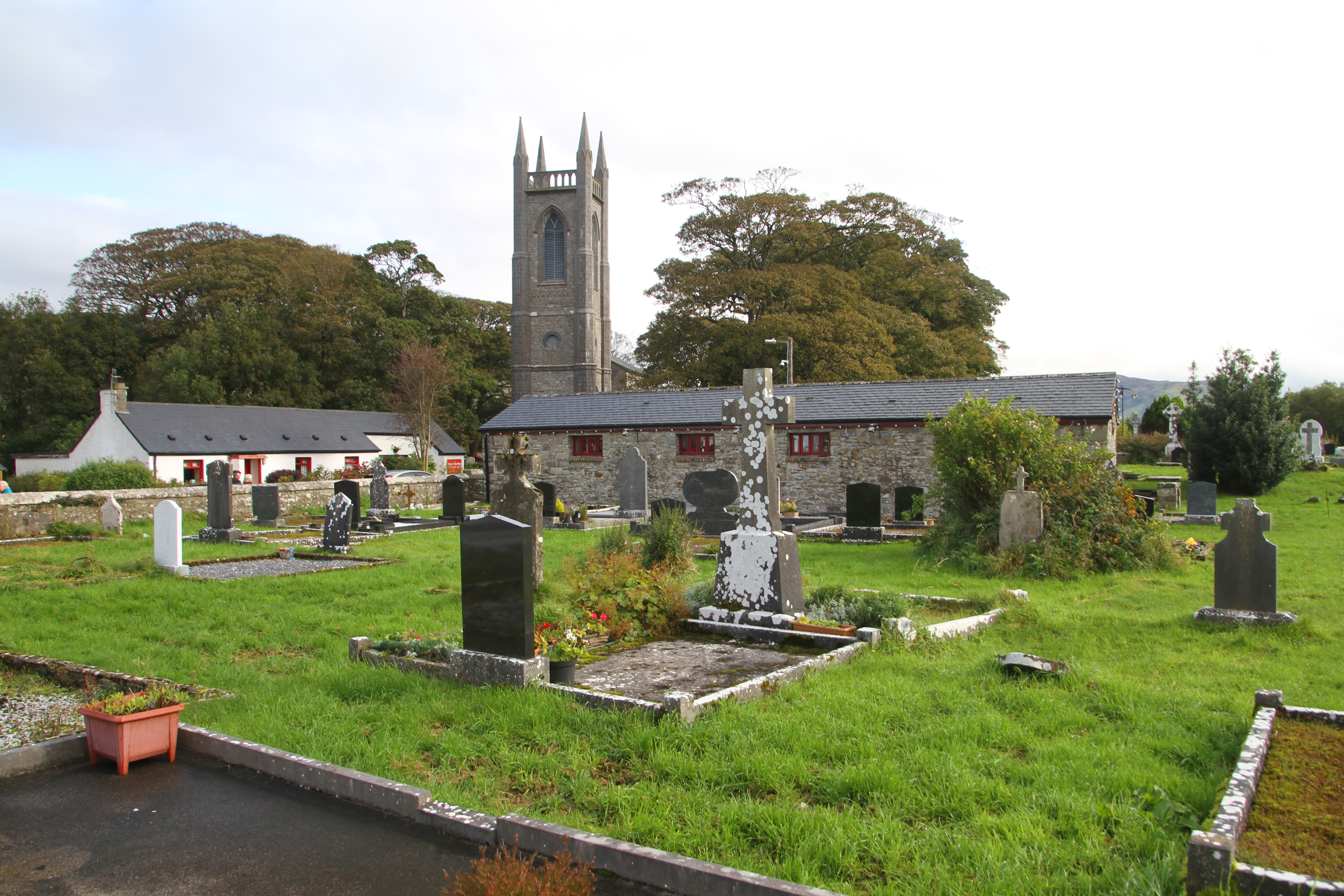
Cimitero e chiesa di San Columba
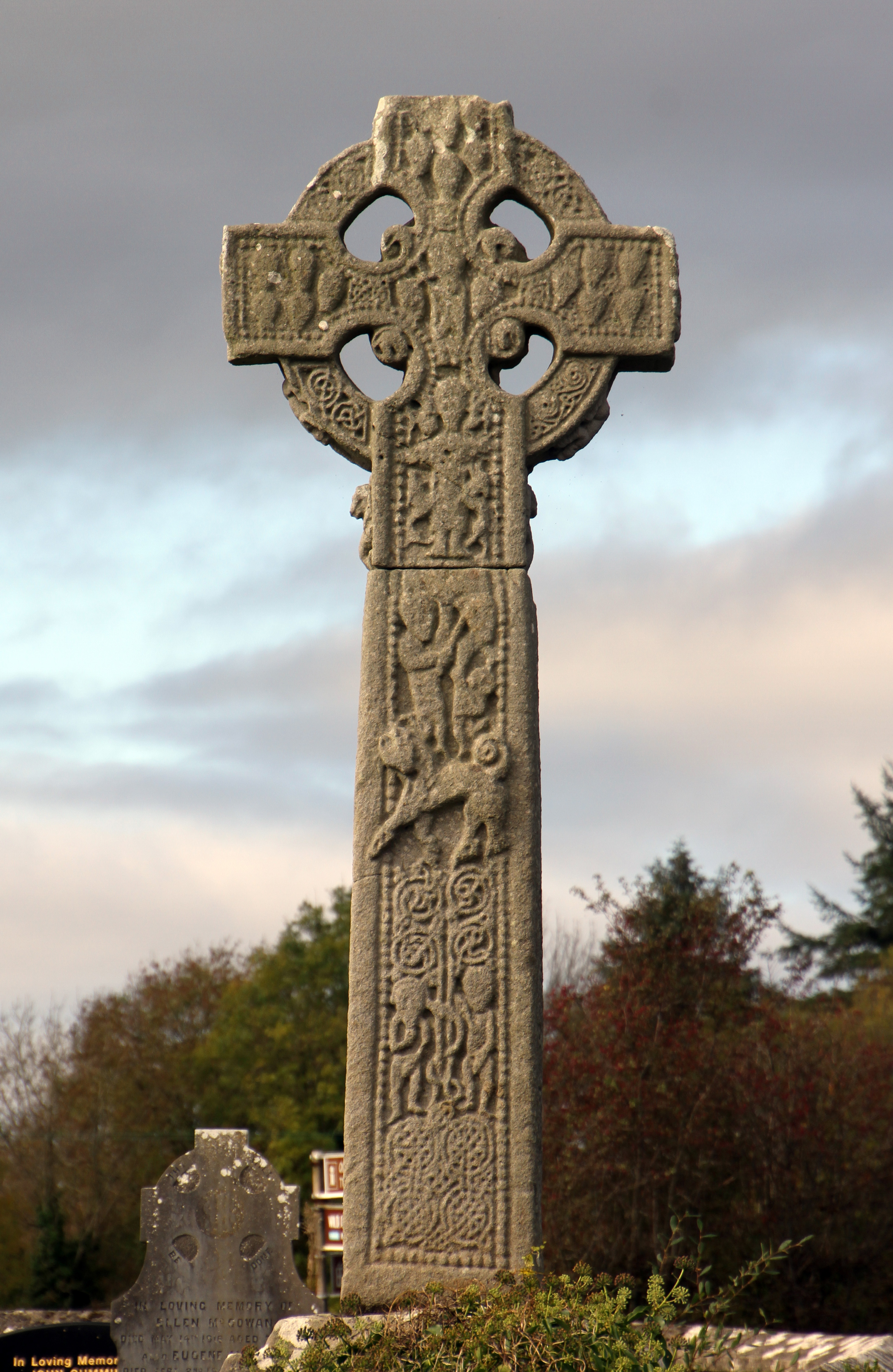
Croce alta
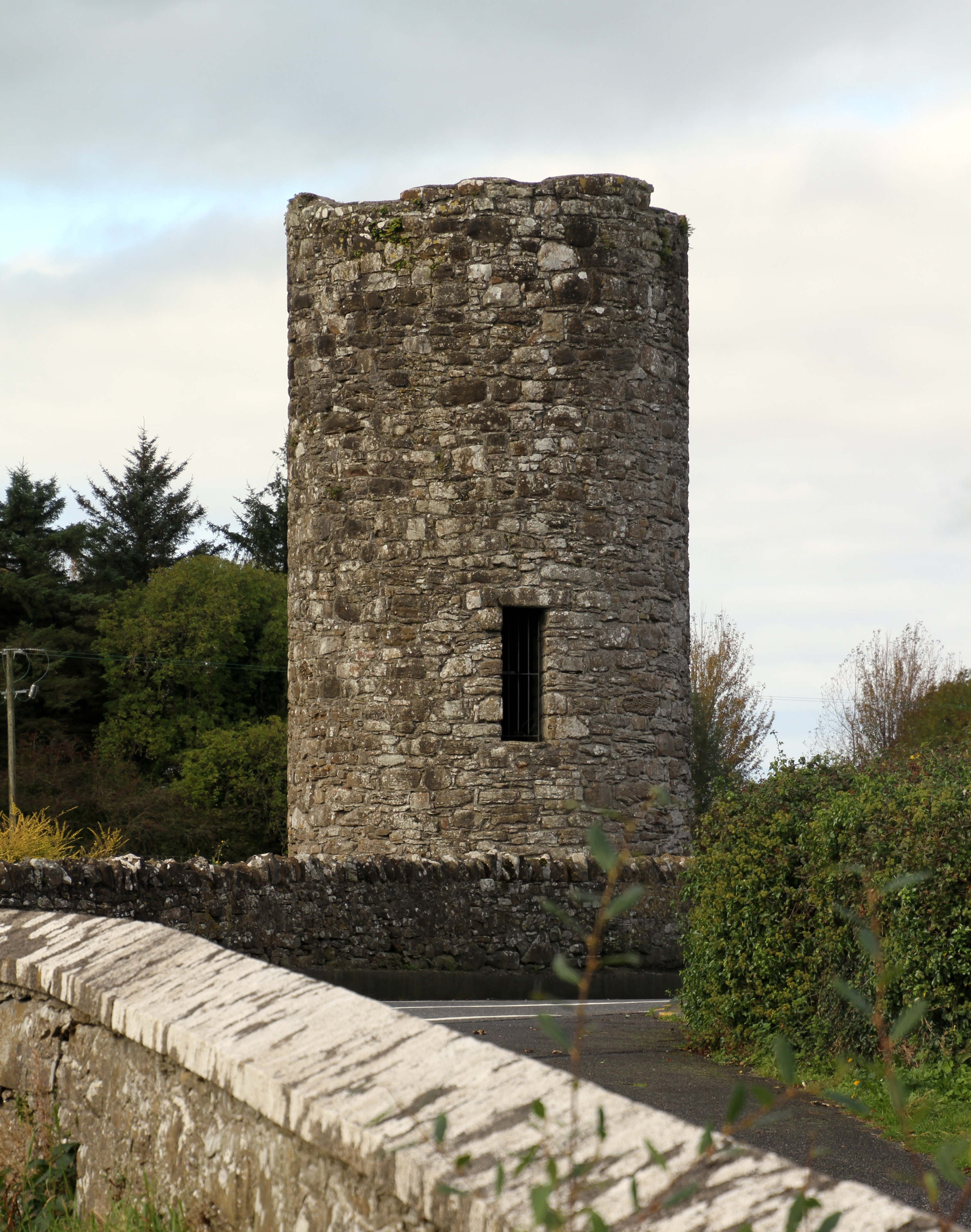
Torre rotonda
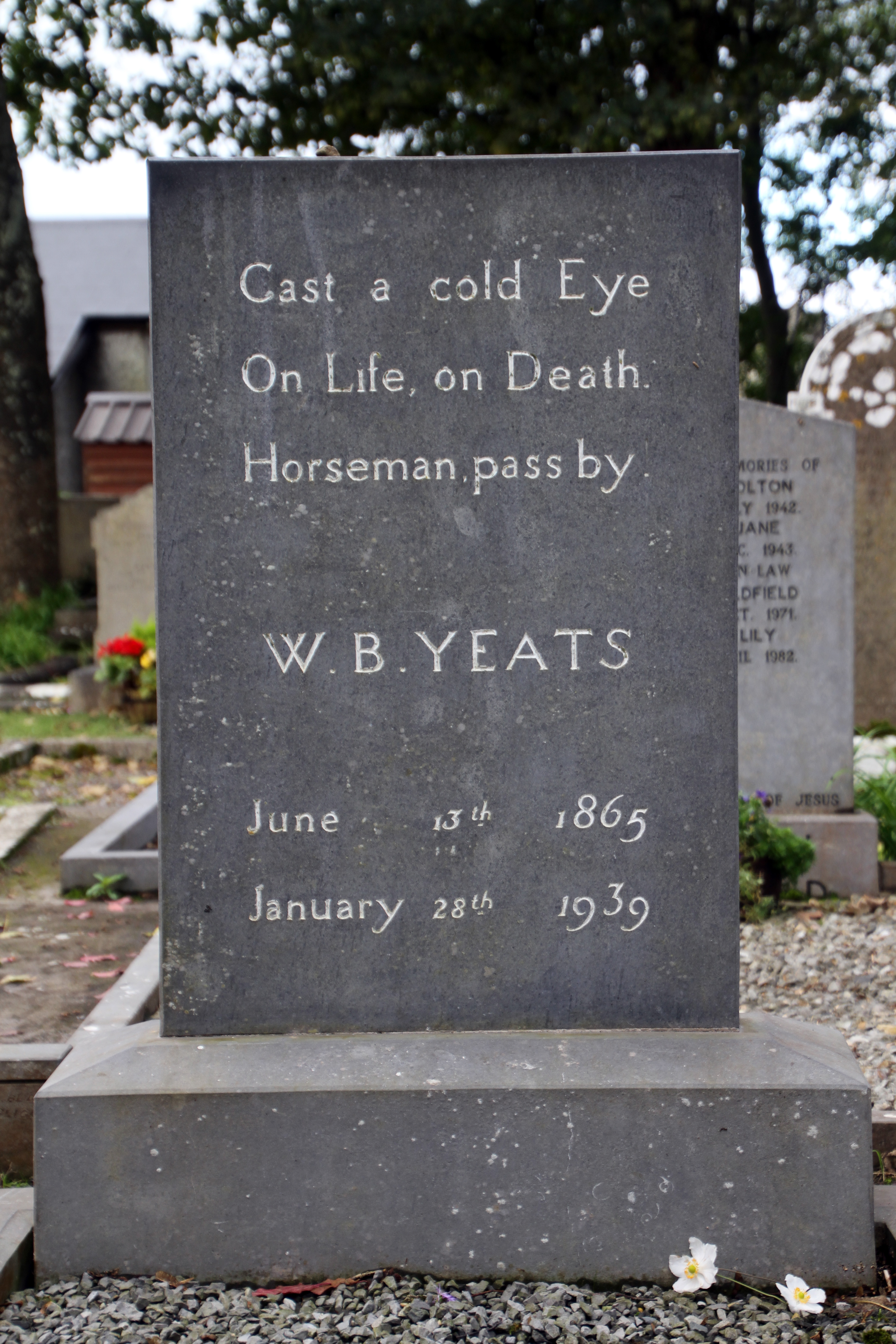
Tomba del poeta William Butler Yeats